# Circle the Wagons
Circle the Wagons — четырнадцатый полноформатный альбом норвежской группы Darkthrone, вышедший в 2010 году.

## Об альбоме
Фенриз охарактеризовал музыку Darkthrone как «собственную разновидность хэви-метала/спид-метал-панка» и указал на дальнейший сдвиг от их старого блэк-метал стиля. Примерно половина композиций на альбоме написана Фенризом и половина Ноктюрно Культо.
В буклете альбома указан номер по каталогу «ANTI-KING OV HELL 001», в то время как настоящий номер по каталогу Peaceville Records — CDVILEF276.

## Список композиций
| №                   | Название                                | Composer               | Длительность |
| ------------------- | --------------------------------------- | ---------------------- | ------------ |
| 1.                  | «Those Treasures Will Never Befall You» | Fenriz                 | 4:21         |
| 2.                  | «Running for Borders»                   | Nocturno Culto         | 4:04         |
| 3.                  | «I am the Graves of the 80s»            | Fenriz                 | 3:07         |
| 4.                  | «Stylized Corpse»                       | Nocturno Culto         | 7:33         |
| 5.                  | «Circle the Wagons»                     | Fenriz                 | 2:46         |
| 6.                  | «Black Mountain Totem»                  | Fenriz, Nocturno Culto | 5:36         |
| 7.                  | «I am the Working Class»                | Fenriz                 | 5:08         |
| 8.                  | «Eyes Burst at Dawn»                    | Nocturno Culto         | 3:49         |
| 9.                  | «Bränn inte slottet»                    | Fenriz                 | 4:37         |
| Общая длительность: | Общая длительность:                     | Общая длительность:    | 40:50        |

## Участники записи
- Nocturno Culto — вокал, гитара, бас
- Fenriz — ударные, вокал
- Dennis Dread — оформление обложки

## Позиции в чартах
| Чарт                   | Высшая позиция |
| ---------------------- | -------------- |
| Norwegian Albums Chart | 23             |